# Aerenea occulta
Aerenea occulta är en skalbaggsart som beskrevs av Monné 1980. Aerenea occulta ingår i släktet Aerenea och familjen långhorningar. Inga underarter finns listade i Catalogue of Life.